# TamTam (jeugdblok)
TamTam was een Vlaamse jeugdblok op VTM dat van 2000 tot 29 februari 2008 iedere ochtend kinderprogramma’s uitzond. Het stond vooral bekend om De Wereld van K3, Kabouter Plop, Big en Betsy en de eindjaren van Schuif Af. In maart 2008 kreeg VTM een nieuwe branding en verdween de naam TamTam. Er werden plannen gemaakt voor een aparte kinderzender.
Op 1 oktober 2009 ging vtmKzoom van start, maar VTM bleef kinderprogramma’s uitzenden tot en met 6 maart 2011.
Sinds 15 februari 2015 worden er ‘s ochtends weer kinderprogramma’s uitgezonden op VTM. Aanvankelijk enkel in het weekend, maar sinds 3 juli 2017 iedere dag. Sinds 2 oktober 2017 heet de ochtendblok VTM Kids. De blok zendt herhalingen uit van vtmKzoom en Kadet. Op 22 december 2018 werden de twee zenders omgedoopt tot VTM Kids en VTM Kids Jr. Op 2 maart 2020 werden VTM Kids en VTM Kids Jr. samengevoegd tot één zender. Op het vrijgekomen kanaal van VTM Kids Jr. werd eerst CAZ 2 en later VTM GOLD uitgezonden. 
Op 9 januari 2023 is VTM Kids gestopt als lineare zender, maar de programma's zijn nog steeds te zien op VTM GO, en elke ochtend tijdens het VTM Kids-ochtendblok op VTM

## Programma’s
De volgende programma’s werden uitgezonden tijdens TamTam.

### Vlaamse programma’s
- Big en Betsy
- Booh!
- De Pietenbende van Sinterklaas
- De Wereld van K3
- Kabouter Plop
- Kids Awards
- Kids Top 20
- Schuif Af
- Sta op met Plop
- Wawa

### Kleuterprogramma’s
- Anton
- Bobby's Wereld
- Brum
- De Wielen van de Bus
- Elias, de kleine reddingsboot
- Jellabies
- Merlin, het magische hondje
- Nijntje
- Rugrats (Ratjetoe)
- Simsala Grimm
- Teletubbies
- Teletubbies Overal
- The Fairytaler
- Thomas de stoomlocomotief
- Tuttels

### Amerikaanse jeugdreeksen
- Captain Kangaroo
- Eerie, Indiana
- Hey Vern, It's Ernest!
- Kippenvel
- Lassie
- Mystic Knights of Tir Na Nog
- Power Rangers
- Zorro

### Tekenfilms vanWarnerMedia
- Animaniacs
- A Pup Named Scooby-Doo
- Baby Looney Tunes
- Batman of the Future
- Cow and Chicken met I Am Weasel
- Dexter's Laboratory
- Duck Dodgers
- Histeria!
- Justice League (Seizoen 1-2)
- Looney Tunes
- Popeye and Son
- Taz-Mania
- The All-New Scooby and Scrappy-Doo Show
- The Batman
- The Flintstones
- The Powerpuff Girls
- The Sylvester and Tweety Mysteries
- Tom en Jerry
- What's New Scooby-Doo?

### Japanse tekenfilms
- Battle B-Daman
- Digimon (Seizoen 1-2)
- Duel Masters
- Hamtaro
- Megaman NT Warrior
- Mowgli: The New Adventures of the Jungle Book
- Saban's Adventures of the Little Mermaid
- Transformers: Armada
- Transformers: Cybertron
- Transformers: Energon

### Overige tekenfilms
- Back to the Future: The Animated Series
- Bad Dog
- Captain Star
- Eek! The Cat
- Heathcliff
- Inspector Gadget
- Kid Paddle
- Mad Jack the Pirate
- Mad Scientist Toon Club
- Michael Valiant
- Pucca
- RoboCop Alpha Commander
- Saban's Adventures of Oliver Twist
- Spider-Man 5000
- Spider-Man: The New Animated Series
- Stuart Little: The Animated Series
- Teenage Mutant Ninja Turtles (2003)
- The Lionhearts
- The Oblongs
- The Spooktacular New Adventures of Casper
- The Tick
- Thunderbirds
- Walter Melon
- W.I.T.C.H. (Seizoen 1)
- X-Men: Evolution